# Петро Іоанн Оліві
Петро Іоанн Оліві (П'єр-Жан Ольє; лат. — Petrus Joannis Olivi; франц. — Pierre de Jean Olivi; 1248/49, Серіньян — 14 березня 1298, Нарбонна) — французький теолог, філософ, чернець-францисканець та інтелектуальний лідер спіритуалів.

## Біографія

### Молоді роки
Народився у місті Серіньян в Лангедоці. У дванадцять років він увійшов до складу францисканського ордену. В ордені отримав початкову освіту під керівництвом Фра Раймондо Барраві, що був прибічником добровільної бідності ченців. У 1268 р. провінциал ордену відправив Оліві для навчання до Парижу, де він слухав Бонавентуру та його найближчих послідовників — Ґійома Ле Мера, Джона Пеккама та Маттео Акваспарту. Усіх їх єднало обережне ставлення до експансії перипатетичних поглядів. Проте сумніви самого Петра Оліві щодо його ортодоксальності завадили стати магістром. Приблизно у 1270 р. він стає бакалавром та починає свою викладацьку діяльність у Монпельє, Нарбонні, Флоренції.

### На чолі спіритуалів
Поступово Петро Оліві звернув на себе увагу багатьох однодумців та послідовників. Він очолив рух спіритуалів, що виступали за суворе дотримання бідності монахами. Його відомість вийшла за межі Нарбонни, і генерал ордену Жером д'Асколі (майбутній папа Миколай IV) в середині 70-х років зібрав у Монпельє комісію, яка розглядала окремі думки спіритуалів. Д'Асколі наказав Петру власноруч спалити власний твір «Питання про Діву Марію», де бунтівний монах відкрито виступав проти поступового утвердженого на Заході вчення про Непорочне Зачаття Діви Марії. Спалення цих праць самим автором на вимогу д'Асколі відбувалося не через єретичні думки, а з метою випробувати покірливість ченця.
Францисканські спіритуали в цей час ще майже не відчували утисків ззовні, але всередині самого ордену намітилося серйозне протистояння між радикальними та більш поміркованими прибічниками добровільної бідності, що поступово переросло у довготривалий та відкритий конфлікт. Його загострення, вочевидь, було пов'язано з періодом підготовки папської булли Exiit qui seminat від 14 серпня 1279 р., коли Петру Оліві доручили скласти трактат про особисту та суспільну добровільну бідність, посилаючись на правила св. Франциска Ассізського.

### Засудження поглядів та заслання
У 1282 р. на генеральному капітулі ордену в Страсбурзі було вирішено детально разібратися у теоретичних засадах реформування чернечого життя, а також за прикладом домініканців упорядкувати систему викладання у школах та з цією метою переглянути усі наявні у членів ордену твори. Керівник на той час Прованською провінцією ордену Арно де Рокфейль, проти якого Оліві перед тим написав твір «Викривання XXXVII положень брата Арно», вимагав, щоб Петро Іоанн надав для вивчення не лише усе свої завершені праці, але й чернетки.
Щоб розібратись у конфлікті, генерал ордену Бонаграція у 1283 р. зібрав комісію з чотирьох паризьких магістрів та трьох бакалаврів, якій доручив розглянути погляди Оліві. Вчені склали «Лист із сімома печатками», де двадцати двом нечіткім висловлюванням Оліві протипоставили відповідні ортодоксальні формулювання, а також «Сувій», що засуджував тридцять чотири інших його положення. Названі документи було вирішено прочитати у всіх монастирях Прованської провінції ордену.
Для розгляду рішень вчених в Авіньйоні бул зібраний Провінційний капітул, де від Оліві вимагали зректись помилкових поглядів, що він зробив з деякими застереженнями та прохав надати йому можливість пояснити усе паризьким вченим. Йому, проте, відмовили та відправили до монастиря у Німі, лишивши його усіх книг, а також компрометуючих творів. Таким чином, у 1283 р. Петро Іоанн Оліві був засуджений та полишив свою викладацьку діяльність.
Через два роки Оліві вдалося отримати копії власних творів, і не пізніше 12 травня 1285 р. він написав свою «Апологію». Тепер його давній противник Арно де Рокфейль на генеральному капітулі, що проходив того ж року в Мілані, звинуватив Оліві в тому, що він є «керівником секти марновірців, яка чинить розкол та вводить в оману». Капітул визначив вилучити з обігу всі твори Петра Оліві та не користуватися ними до рішення генерала ордену.

### Викладацька діяльність
Справи Оліві покращились після того, як його давній вчитель Маттео Акваспарта став генералом ордену францисканців. У 1286 р. він був запрошений до Парижу, де його гарно прийняли. Акваспарта у 1287 р. запропонував Оліві читати лекції у студіумі монастиря Санта Кроче у Флоренції. Його поновлюють на посаді вчителя, тому він може викладати у будинку францисканців Флоренції. Тут спіритуала, імовірно, слухав молодий Данте. За два роки перебування в цьому місті Оліві зміцнює стосунки між італійськими та південнофранцузькими реформаторами францисканського ордену. Петро Іоанн набув багато послідовників, у тому числі таких вчених як Петро Трабібій та Убертіно да Казале.
У 1289 р. повернувся до Південної Франції та до 1292 р. викладав у будинках францисканців у Монпельє та Нарбонні. Петро Оліві викладав у школах цих міст, не відчуваючи серйозних утисків. У 1295 р. він висловив свої погляди щодо добровільної бідності перед генеральним капітулом у Парижі, не викликавши проти себе нияких нарікань. Після повернення до Нарбонни, він склав «Постіллу до Апокаліпсису» (1297) та написав ряд важливих листів, зокрема до св. Людовіка Анжуйського та його братів, синів Карла II Анжуйського.

### Смерть
В цей час рух спіритуалів все більше зближався з єретиками-бегінами. З приводу цього питання папа Миколай IV у листі до генерала францисканського ордену наказав прийняти необхідні заходи «проти бегінів, що об'єдналися у провінції Прованс із сектою брата Петра Іоанна». Варто відзначити, що з таким же проханням до генерала ордену звернувся і король Філіп IV, який теж переймався проблемою народних рухів та зв'язком спіритуалів і бегінів. Пізніше утиски спіритуалів ще більше посилюються, насамперед у Провансі, забороняється читання праць Оліві. Переслідування його прибічників викликало велике занепокоєння у теолога, але він не зміг захистити їх, тому що був ізольований у нарбонському монастирі. Там він і помер 14 березня 1298 р.

## Твори
Варто відмітити, що Петру Оліві належить велика кількість творів, з яких основна частина залишилась неопублікованою. У зв'язку з засудженням його поглядів вони знищувались, зберігати їх було заборонено, тому нерідко у рукописах не називалося ім'я автора.
Оліві написав коментарі до більшості книг Святого Писання, «Сентенцій» Петра Ломбардського, твору Псевдо-Діонісія Ареопагіта «Про небесну ієрархію», а також до праць «Як читати книги філософів», «Про таїнства», «Ліки проти духовних спокус цього часу», «Про словесну молитву», «Про 14 ступенів сприятливої любові», «Спосіб, яким кожний може подякувати Богові за отримані від Нього добродіяння» та ін. Серед важливих творів Петра Оліві — «Питання про євангельську довершеність». Головним же твором Оліві, в якому викладаються головні його погляди є «Постілла до Апокаліпсису».

## Погляди Оліві

### Теологічні питання
Оліві бачив значення теології в зміцненні політичної влади римської курії та в розширенні католицизму. Він рішуче її засуджував як «вавилонську науку» та «доктрину плотської церкви» та протиставляв їх «доктрині святих» та істинному ученню Христа. Оліві використав також ідею нових приходів Христа. Другим пришестям теолог вважав появу «ідей Франциска» та ідей спіритуалів, які він називав духом євангельського життя. Цей «дух» реформував та вдосконалював первісну християнську церкву, протиставляючи її сучасній йому католицькій «плотській» церкві. Таким чином, нова церква замінить стару (католицьку), як у часи першого пришестя Христа була відкинута стара юдейська релігія. Під час третього пришестя відбудеться суд над грішниками та прославлення «обраних» (тих, хто визнає принципи нової церкви).
Відхилення поглядів Оліві від християнських (католицьких) догм викликали у керівництва ордену францисканців та римської курії глибоке занепокоєння та переслідувалися каральними заходами. Насамперед це стосувалося інтерпретацій образу Діви Марії, а також питання щодо Трійці.
У питанні щодо бідності Оліві засуджував розпутство, що поширилося в ордені. Він засудив і тих, хто таємно відкладав гроші, хто забезпечував себе зайвими харчами. Оліві пропонував заборонити володіти навіть рухомим майном (золотом, сріблом, грошима), мати не більше однієї змінної білизни, взуття, дорожньої сумки.
На церковному соборі у В'єнні (булла «Fidei catholicae fundamento» від 6 травня 1312 р.) папа Климент V засудив положення доктрини Вільного духу Петра Оліві, зокрема найнебезпечніші для церкви тези — заперечення таїнства хрещення дітей та таїнства шлюбу.

### Філософські погляди
Про механізм пізнання Петро Оліві писав наступне: «В інтелекті нема нічого, що спочатку не було б дано у почуттях». Офіційні критики Оліві дуже негативно виступали проти цієї тези, тому що вона підривала одне з головних положень августиніанства про божественне осяяння (ілюмінізм) як спосіб пізнання істини. Оліві стверджує, що кожний акт пізнання має своє коріння у відчутті та є його продовженням. Тим самим він підкреслює роль досвіду у пізнавальному процесі. Таким чином, перехід від чуттєвого пізнання до раціонального або, як писав Оліві, від відчуття до інтелекту можливий лише завдяки натхненності думки, яку набуває діючий інтелект. Відмінність між двома рівнями пізнання визначається тим, що відчуття є пізнанням одиничної речі, а інтелект — пізнанням загального. Людське пізнання — перехід від потенційної можливості до дії, де об'єкт відіграє роль діючої причини. Оліві підкреслює, що пізнавальний акт залежить лише від активності нашого інтелекту та здійснюється крізь відображення об'єкта, що пізнається, у суб'єкті, що пізнає.
Проблему універсалій філософ розглядав у контексті ідей концептуалізму. Він підтримував положення, що «універсалії володіють будь-якою всезагальністю лише в інтелекті та відповідно до нього. Основа міститься у речі, але вона доповнюється у нашому інтелекті».
З онтологічної точки зору усі розумні души рівні; в етичному відношенні доводиться казати про різноманітні рівні субстанциального досконалості згідно з природою індивідуума. Рішення цієї проблеми схоластика знаходила у бл. Августина про відмінності двох видів кількості, а саме кількості матерії та кількості сили або досконалості, ототожнюючи їх з екстенсивною та інтенсивною величинами. Петро Оліві належав до числа мислителів, що вважали таке порівняння виправданим. Хоча одна людина не «в більшій мірі людина», ніж інша, але вона може володіти істиною та суттю людського роду більше, ніш інша. Так само, як і формуюча сила відбірного зерна сильніша та шляхетна, ніж поганого. Тому у межах одного виду можливий різний ступінь належності індивідуальных субстанцій до якостей та сил цього виду.
Петро Іоанн Оліві своєю творчою діяльністю рішуче вплинув на подальший розвиток схоластики (Дунс Скот, Петро Ауреолі, Вільям Оккам).

### Природознавчі знання
У галузі природознавчих знань Оліві (ще до Жана Бурідана та інших представників Паризької школи) підтримував висунуту у VI ст. Іоанном Філопоном теорію імпульсу або набутої сили (impulsus) як особливої якості, що передається метальному приладу його первісною рушійною силою.
Оліві висміював тих філософів, які говорили, що простір став би порожнім у тому випадку, коли б світ почав зникати. Він стверджував, що простір невід'ємний від Всесвіту та його складових частин. Хоча Оліві пов'язував різноманіття світу з діяльністю Бога, проте він намагався підкреслити нескінченність матерії (речовини), матеріальної основи навколишнього світу.
Теорія гравітації у Петра Оліві відображає неоплатонічні впливи. Подібно до Годфруа де Фонтена він стверджує, що важкість та легкість додіються без посередництва субстанциальної форми.
Цікаві спостереження зробив Оліві в питанні сили тяжіння. Він писав про це наступне: «Найбільш імовірно, що це не центр притягує земну масу, бо скоріше вона сама рухається до центру завдяки силі тяжіння, що існує сама по собі». Далі філософ протиставляє свої погляди думкам Арістотеля: «Магніт притягує залізо, що розташоване на відстані, але не повітря, що знаходиться поміж них».

### Філософсько-історичні концепції
Погляди на історію людства та церкви визначалися ставленням до сучасного йому суспільства, католицької церкви та політичних подій. Основним джерелом цих поглядів Оліві є «Постілла до Апокаліпсису», а також обвинувачення проти неї, складене комісією теологів. У своїй інтерпретації Апокаліпсису Петро Оліві користується коментарями відомого містичного письменника XII ст. Ришара Сен-Вікторського, особливо під час характеристики перших п'яти історичних епох.
Як ідеолог духовної Церкви, Ecclesia Spiritualis, Оліві розвивав положення Йоахима Флорського. Він надає історизму Йоахима суттєво нове пояснення, при цьому зберігаючи та розвиваючи певні положення свого попередника.
Абат Йоахим виокремлював сім періодів старозаповітної та сім новозаповітної історії людства. Поступово до цього числа довели і кількість таїнств. Семичасткова схема історії імпонувала навіть Бонавентурі. Петро Оліві також дотримується семичасткової схеми, але у власній редакції:
1) епоха давня та апостольська;
2) епоха мучеників та сповідників;
3) епоха великих Вчителів та Вселенських Соборів;
4) епоха самітників та встановлення чернецтва;
5) час після Карла Великого і до кінця XII ст;
6) час оновлення євангельських правил життя та повернення до ідеалів первісної Церкви при св. Франциску Ассізському; у цю епоху відбудеться засудження Великого Вавилону, тобто «плотської Церкви»;
7) остання епоха, що відзначиться загальною перемогою Христа.
Епохи в значній мірі взіємопроникливі, але в кожній з них відбувається боротьба між добром та злом, воїнством Христовим і тим, хто йому протистоїть. Це:
1) фарисейский юдаїзм;
2) язичниство;
3) єресі;
4) падіння звичаїв, лицемірство;
5) розпуство людей та несправжні християни;
6) духовне розслаблення кліра та діяльність катарів, вальденсів та інших сект, а також запровадження вчень Арістотеля та Аверроеса у богословську освіту, поява двох Антихристів — містичного та реального.
Оліві широко використовує образи Апокаліпсису, тому саме від них філософ запозичує ідею про поділ історії церкви та людства на декілька етапів та висловлює думку щодо трьох послідовних стадій, «станів», «царств», крізь які повинні пройти людство і церква. Кожна наступна стадія більш довершена та бездоганна, ніж попередня.
Він підкреслює, що шостий період починається із засудження Вавилону, грішниці-церкви. Оліві писав про розпутство, жадібність, пихатість прелатів та кліриків, а також про симонію. Оліві вважав, що шостий період — це підсумок та початок одночасно ліквідації католицької церкви, її заміни на нову «духовну» церкву, що буде заснована протягом сьомого стана на руїнах грішного Вавилону, який почнеться із Страшного Суду . Але «духовна Церква» нарешті запанує, відкриється нове небо та нова земля.
Таким чином, погляди Оліві в теології та філософії з важливих питань значно відрізнялися від панівної думки, а інколи його вчення відкрито суперечило католицькій ідеології. Оліві виступав проти деяких концепцій, які захищалися Фомою Аквінським та августинцями. Значною мірою його погляди були проявом вільнодумства, критичного ставлення до церковної ідеології, але при цьому він не був атеїстом.

## Опубліковані праці
- Summa quaestionum in secundum librum Sententiarum, ed. B.Jansen (Bibl. Franc. Schol. Med. Aev. IV—VI). Quaracchi, 1922–26;
- Tria Scripta sui ipsius apologetica, ed. D.Laberge. — «Arch. Franc. Hist.» 28 (1935), p. 115—155, 374—407; 29 (1936), p. 98–141, 365—395;
- De Domina, ed. D.Pacetti. Quaracchi, 1954.